# Комацу «тип 82»
Тип 82 (яп. 82式指揮通信車) — японский командно-штабной бронеавтомобиль.

## История создания
После Второй мировой войны разработок бронеавтомобилей не велось, на вооружении находились американские М8 «Грейхаунд». В середине 1970-х годов принято решение об оснащении сухопутных войск командно-штабными и разведывательными бронеавтомобилями. Проектирование началось в 1978 году Исследовательским институтом сил самообороны, фирмами «Мицубиси» и «Комацу». Обе машины должны были иметь общую конструкцию, силовую установку, трансмиссию и подвеску колёс. «Комацу» построила двухосный экспериментальный бронеавтомобиль, а «Мицубиси» трёхосный. В результате испытаний решено использовать колёсную формулу 6 × 6, так как проходимость у формулы 4 × 4 хуже, а также сложность с размещением 25-мм пушки.
В 1978 году был подписан контракт на разработку и постройку трёхосной командно-штабной машины. Главный подрядчик «Комацу», субподрядчик — «Мицубиси».
Первые четыре опытных командно-штабных бронеавтомобиля были построены в 1979 году. После утверждения в 1980 году пятой пятилетней программы развития вооружённых сил было объявлено, что первые построенные бронемашины этой модели с 1982 года начнут поступать в части, дислоцированные на Хоккайдо. В 1980—1981 годах проходили испытания, в ходе которых пробег превысил 10 000 км. В конце 1981 года машина принята на вооружение под названием «Тип 82» в сухопутные силы самообороны Японии.
Конституция запрещает экспорт вооружения, поэтому вопрос о поставках за пределы Японии не ставился.

## Конструкция
Бронеавтомобиль имеет сварной закрытый корпус из стальных бронелистов, защищающих экипаж от бронебойных пуль 7,62-мм калибра. Водитель размещается справа в передней части, слева от него располагается второй член экипажа. В крыше над сиденьями два прямоугольных люка. У водителя на люк монтируется вращающийся перископический наблюдательный прибор или ИК прибор ночного видения. Впереди левого люка на шкворневой турели установлен 7,62-мм пулемёт «Тип 74». Для обоих членов экипажа обзор в 180° обеспечивается общим лобовым стеклом и двумя боковыми окнам (могут прикрываться бронезаслонками).
Ближе к левому борту располагается моторно-трансмиссионное отделение за отделением управления. Двигатель 10PB1 применяется на гражданских грузовых автомобилях. Его использование вызвано желанием военных снизить стоимость машины и упростить техническое обслуживание. Коробка передач имеет шесть скоростей переднего хода и одну заднего. Справа от двигателя располагается ход сообщения между отделением управления и боевым отделением.
В кормовой части машины оборудованы индивидуальные рабочие места для офицеров — шесть человек, включая командира. Установлены специальное оборудование и радиостанции. Командир находится в передней части боевого отделения слева, над ним смонтирована командирская башенка с шестью перископами для кругового обзора. Справа от башенки находится двустворчатый люк, перед ним установлен пулемёт калибра 12,7 мм M2 HB. В боевом отделении располагается стол для топографических карт.
Радиооборудование состоит из F6 и F7 УКВ диапазона, коротковолновые N1 или N2 и приёмник, предупреждающий об электромагнитном облучении N4. УКВ радиооборудование размещается в боевом отделении с левой стороны, коротковолновое — с правой, сиденье радиста рядом с УКВ радиостанциями.
Бронеавтомобиль не является амфибией из-за того, что большинство японских рек имеют небольшую глубину. Все колёса ведущие, при движении по шоссе один мост может быть отключён. Передние и задние колёса — управляемые, в контур управления входят гидроусилители. Шины размером 14,00х20,00.

## Страны-эксплуатанты
- Япония — 197 единиц, по состоянию на 2022 год[2].